# U-258 (tàu ngầm Đức)
U-258 là một tàu ngầm tấn công  Lớp Type VII thuộc phân lớp Type VIIC được Hải quân Đức Quốc Xã chế tạo trong Chiến tranh Thế giới thứ hai. Nhập biên chế năm 1942, nó đã thực hiện được bốn chuyến tuần tra và đánh chìm được một tàu buôn với tải trọng 6.198 GRT. Trong chuyến tuần tra cuối cùng, U-246 bị máy bay ném bom B-24 Liberator của Không quân Hoàng gia Anh đánh chìm tại Bắc Đại Tây Dương vào ngày 20 tháng 5, 1945.

## Thiết kế và chế tạo

### Thiết kế

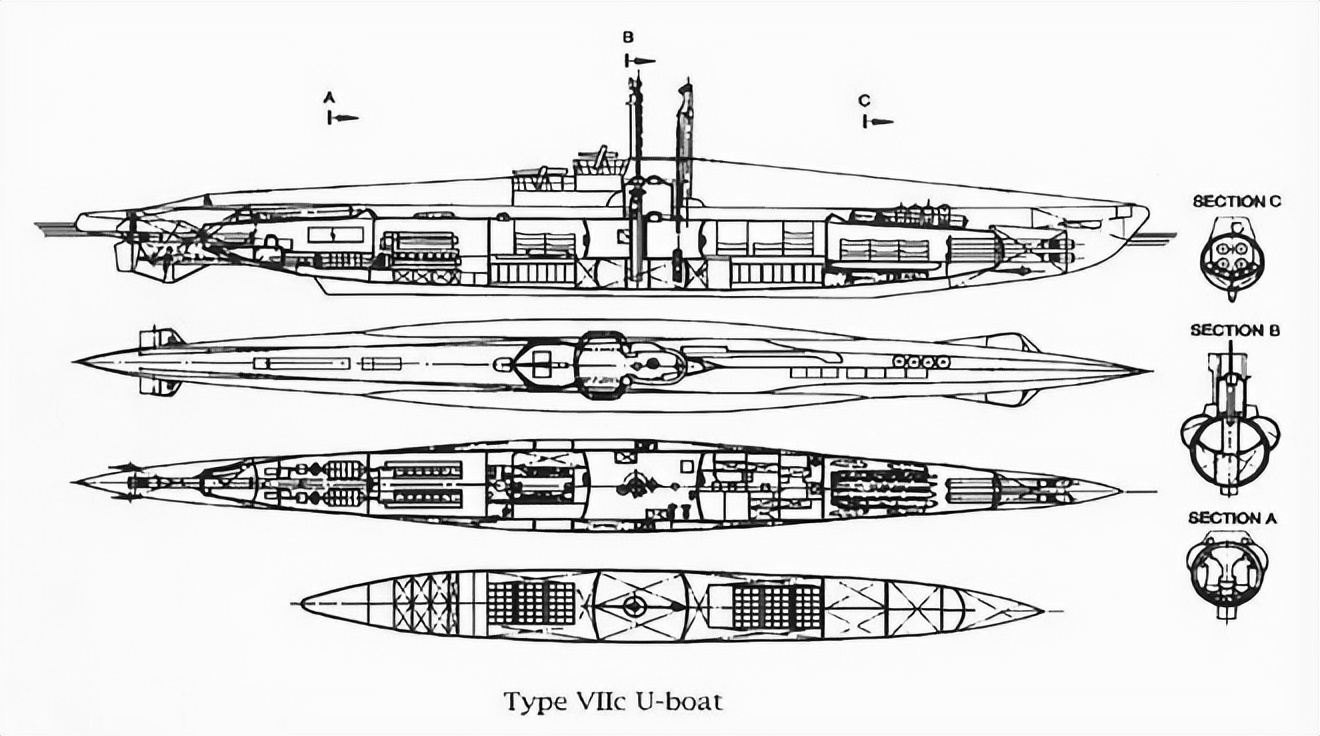
Sơ đồ các mặt cắt một tàu ngầm Type VIIC

Phân lớp VIIC của Tàu ngầm Type VII là một phiên bản VIIB được kéo dài thêm. Chúng có trọng lượng choán nước 769 t (757 tấn Anh) khi nổi và 871 t (857 tấn Anh) khi lặn). Con tàu có chiều dài chung 67,10 m (220 ft 2 in), lớp vỏ trong chịu áp lực dài 50,50 m (165 ft 8 in), mạn tàu rộng 6,20 m (20 ft 4 in), chiều cao 9,60 m (31 ft 6 in) và mớn nước 4,74 m (15 ft 7 in).
Chúng trang bị hai động cơ diesel Germaniawerft F46 siêu tăng áp 6-xy lanh 4 thì, tổng công suất 2.800–3.200 PS (2.100–2.400 kW; 2.800–3.200 bhp), dẫn động hai trục chân vịt đường kính 1,23 m (4,0 ft), cho phép đạt tốc độ tối đa 17,7 kn (32,8 km/h), và tầm hoạt động tối đa 8.500 nmi (15.700 km) khi đi tốc độ đường trường 10 kn (19 km/h). Khi đi ngầm dưới nước, chúng sử dụng hai động cơ/máy phát điện AEG GU 460/8–27 tổng công suất 750 PS (550 kW; 740 shp). Tốc độ tối đa khi lặn là 7,6 kn (14,1 km/h), và tầm hoạt động 80 nmi (150 km) ở tốc độ 4 kn (7,4 km/h). Con tàu có khả năng lặn sâu đến 230 m (750 ft).
Vũ khí trang bị có năm ống phóng ngư lôi 53,3 cm (21 in), bao gồm bốn ống trước mũi và một ống phía đuôi, và mang theo tổng cộng 14 quả ngư lôi, hoặc tối đa 22 quả thủy lôi TMA, hoặc 33 quả TMB. Tàu ngầm Type VIIC bố trí một hải pháo 8,8 cm SK C/35 cùng một pháo phòng không 2 cm (0,79 in) trên boong tàu. Thủy thủ đoàn bao gồm 4 sĩ quan và 40-56 thủy thủ.

### Chế tạo
U-257 được đặt hàng vào ngày 23 tháng 9, 1939, và được đặt lườn tại xưởng tàu của hãng Bremer-Vulkan-Vegesacker Werft ở Bremen vào ngày 20 tháng 3, 1941. Nó được hạ thủy vào ngày 13 tháng 12, 1941, và nhập biên chế cùng Hải quân Đức Quốc Xã vào ngày 4 tháng 2, 1942 dưới quyền chỉ huy của Hạm trưởng, Đại úy Hải quân Wilhelm von Mässenhausen.

## Lịch sử hoạt động

### 1942

#### Chuyến tuần tra thứ nhất
U-258 khởi hành từ cảng Kiel vào ngày 1 tháng 9, 1942 cho chuyến tuần tra đầu tiên trong chiến tranh. Nó tiến ra Bắc Hải, rồi băng qua khe GIUK giữa quần đảo Faroe và Iceland để hoạt động tại vùng biển Bắc Đại Tây Dương về phía Tây Ireland (Khu vực Tiếp cận phía Tây). Sau khi tuần tra suốt 57 ngày mà không đánh chìm được mục tiêu nào, nó đi đến cảng La Pallice, La Rochelle bên bờ biển Đại Tây Dương của Pháp đã bị Đức chiếm đóng, đến nơi vào ngày 27 tháng 10. La Pallice trở thành căn cứ hoạt động của chiếc tàu ngầm trong suốt ba chuyến tuần tra tiếp theo.

#### Chuyến tuần tra thứ hai
Từ ngày 2 đến ngày 6 tháng 12, U-258 thực hiện một chuyến tuần tra ngắn kéo dài năm ngày trong vịnh Biscay.

### 1943

#### Chuyến tuần tra thứ ba
U-258 xuất phát từ La Pallice vào ngày 10 tháng 1, 1943 cho chuyến tuần tra thứ ba, và hoạt động trong Đại Tây Dương gần lối tiếp cận phía Tây của eo biển Gibraltar. Nó không đánh chìm được mục tiêu nào, và quay về căn cứ La Pallice vào ngày 4 tháng 3.

#### Chuyến tuần tra thứ tư - Bị mất
U-258 khởi hành từ cảng La Pallice vào ngày 1 tháng 4 cho chuyến tuần tra thứ tư, cũng là chuyến cuối cùng, để hoạt động tại vùng biển về phía Nam Greenland. Vào ngày 29 tháng 4, lúc 09 giờ 24 phút, nó phóng một loạt ngư lôi tấn công Đoàn tàu ONS 5, tin rằng đã đánh trúng đích ba mục tiêu, nhưng chỉ có chiếc tàu buôn Hoa Kỳ McKeesport 6.198 GRT bị đánh chìm tại tọa độ 60°52′B 34°20′T / 60,867°B 34,333°T. Đến ngày 20 tháng 5, U-258 bị một máy bay ném bom B-24 Liberator thuộc Liên đội 120 Không quân Hoàng gia Anh đánh chìm ở vị trí về phía Đông Nam mũi Farewell, Greenland, tại tọa độ 55°18′B 27°49′T / 55,3°B 27,817°T. Toàn bộ 49 thành viên thủy thủ đoàn của U-258 đều tử trận.

### "Bầy sói" tham gia
U-258 từng tham gia mười một bầy sói:
- Pfeil (12 – 22 tháng 9, 1942)
- Blitz (22 – 26 tháng 9, 1942)
- Tiger (26 – 30 tháng 9, 1942)
- Wotan (5 – 17 tháng 10, 1942)
- Delphin (23 tháng 1 – 9 tháng 2, 1943)
- Rochen (9 – 20 tháng 2, 1943)
- Adler (11 – 13 tháng 4, 1943)
- Meise (13 – 27 tháng 4, 1943)
- Star (27 tháng 4 – 4 tháng 5, 1943)
- Inn (11 – 15 tháng 5, 1943)
- Donau 1 (15 – 20 tháng 5, 1943)

### Tóm tắt chiến công
U-258 đã đánh chìm được một tàu buôn tổng tải trọng 6.198 GRT:
| Ngày             | Tên tàu    | Quốc tịch     | Tải trọng | Số phận      |
| ---------------- | ---------- | ------------- | --------- | ------------ |
| 29 tháng 4, 1943 | McKeesport | United States | 6.198     | Bị đánh chìm |